# Circuit urbain de Las Vegas
Ne doit pas être confondu avec Circuit urbain du Caesars Palace.
Le circuit urbain de Las Vegas (Las Vegas Strip Circuit) est un circuit automobile temporaire au cœur de la cité du Nevada. Il accueille la Formule 1 pour la première fois à l'occasion du championnat du monde de Formule 1 2023 devenant la troisième course de la saison aux États-Unis, après Austin et Miami.
Le circuit, de dix-sept virages, a un développement de 6,201 km, dont une ligne droite de 1,9 km constituée par le Las Vegas Strip, bordé de fameux casinos comme The Mirage, le Caesars Palace ou le Bellagio.

## Résultats en championnat du monde de Formule 1
| Année | Vainqueur      | Écurie                     | Résultats |
| ----- | -------------- | -------------------------- | --------- |
| 2023  | Max Verstappen | Red Bull Racing-Honda RBPT | Résumé    |
| 2024  | George Russell | Mercedes                   | Résumé    |